# Antje Hamer
Antje Hamer (* 19. Januar 1982 in Leer) ist eine deutsche Schauspielerin.

## Leben
Antje Hamer wirkte bereits während ihrer Schulzeit bei Schultheateraufführungen mit. Nach ihrem Abitur, das sie in ihrer Geburtsstadt Leer ablegte, engagierte sie sich in mehreren Amateurtheatern und bei freien Theatergruppen. Am Theater Leer spielte sie 2001 die Antigone in Lysistrata und im folgenden Jahr die Rebecca Nurse in Hexenjagd. 2003 gastierte sie am Theater Bonn als Eve Rull in Der zerbrochne Krug.
Von 2003 bis 2008 studierte Hamer an der Rheinischen Friedrich-Wilhelms-Universität Bonn bis zur Diplom-Vorprüfung in den Fächern Betriebswirtschafts- und Volkswirtschaftslehre mit Schwerpunkt Marketing. Von 2006 bis 2008 absolvierte sie eine Schauspielausbildung zur Schauspielerin für Film und Fernsehen an der Film Acting School Cologne in Köln. Während ihres Studiums besuchte sie diverse Schauspielworkshops, unter anderem bei Niki Stein und Marco Kreuzpaintner.
Hamer spielte ab 2008 mehrere Haupt- und Nebenrollen in Kurzfilmen und Hochschulabschlussfilmen. In dem Kurzfilm Hanna und ich stellte Hamer in der Titelrolle eine an Amnesie leidende Patientin dar, die im Krankenhaus aufwacht und eines Mordes beschuldigt wird. Der Kurzfilm Sic Transit Gloria, in dem Hamer die Todsünde des Neides verkörperte, wurde im Dezember 2009 beim Internationalen Filmfestival „Grande Filiale“ in Speyer und im Juli 2010 beim „Shqip Film Festival“ in Priština aufgeführt. In dem Kurzspielfilm A Boy’s Mind übernahm Hamer 2009 die Hauptrolle der Saskia. Ab 2009 spielte Hamer eine Serienrolle in der Mystery-Internetserie Dämmerung. Ab 2011 gehörte sie zum Hauptcast der Internetserie Pax Aeterna. In dem Low-Budget-Film Bauernfrühstück (2011) von Michael Söth übernahm sie eine Gastrolle als Bardame.
2011 war sie in der ZDF-Telenovela Lena – Liebe meines Lebens in der Rolle der Reporterin und Journalistin Vera Hansen zu sehen. Hamer ist auch Werbedarstellerin für verschiedene Firmen und trat in Musikvideos auf. Ab 2012 arbeitete sie als freie Darstellerin für verschiedene Theater, unter anderem bei Produktionen der Opernwerkstatt am Rhein und bei der Bühne der Kulturen. Seit 2019 steht sie unter der Regie von Anna Sophia Baumgart in der Hauptrolle der Phyllis in Woody Allens Beziehungskomödie Central Park West auf der Bühne, u. a. im Theater im Bauturm in Köln und im Kleinen Theater Bonn.
Hamer ist auch als Sprecherin und Rezitatorin tätig. 2008 wirkte sie bei der Langen Kölner Theaternacht bei dem Rezitationsprojekt Poetischer Reigen im Theater im Hof mit. 2011 gehörte sie zur Besetzung des Live-Hörspiels 20 Emotionen in der Opernwerkstatt Köln. Seit 2013 moderiert sie die Kampagne „Kinder stark machen“ für die Bundeszentrale für gesundheitliche Aufklärung (BZgA) und steht auch für Unternehmen und Galas als Moderatorin auf der Bühne. Sie lebt in Köln.

## Filmografie (Auswahl)
- 2008: Zapping (Kurzfilm)
- 2009: Hanna und ich (Kurzfilm)
- 2009: A Boy´s Mind (Kurzfilm)
- 2009: Sic Transit Gloria (Kurzfilm)
- 2009: Girls Night Out (Kurzfilm)
- 2009: Die Frau auf der anderen Seite (Kurzfilm)
- 2011: Bauernfrühstück – Der Film
- 2011: Pax Aeterna (Internetserie)
- 2011: Lena – Liebe meines Lebens (Telenovela)
- 2012: Heiter bis tödlich: Henker & Richter (Fernsehserie, Folge: Die Moorhexe)
- 2013: Die Fälscher (ZDF-Dokumentation, Terra X)
- 2013: Alarm für Cobra 11 – Die Autobahnpolizei (Fernsehserie, Folge: Auferstehung)
- 2014: SOKO Köln (Fernsehserie)
- 2014: The 90 Minute War (Internationaler Kinofilm)
- 2020: Alles was zählt (Fernsehserie, Folge: Verantwortung)
- 2021: Wilsberg: Überwachen und belohnen
- 2021: Der Lehrer (Fernsehserie, Folge: Ist das ’n Fetisch, oder muss ich mir Sorgen um dich machen?)
- 2021: Tatort: Masken (Fernsehreihe)
- 2022: Tatort: Hubertys Rache (Fernsehreihe)
- 2024: Wilsberg – Ein Detektiv und Gentleman (Fernsehreihe)
- 2024: Wilsberg – Blut geleckt (Fernsehreihe)
- 2024: Für alle Fälle Familie (Fernsehserie)

## Hörspiele
- 2014: Monika Buschey: Der silberne Klang – Regie: Thomas Leutzbach (Kinderhörspiel (2 Teile) – WDR)